# Ostrov (gmina w okręgu Tulcza)
Ostrov – gmina w Rumunii, w okręgu Tulcza. Obejmuje miejscowości Ostrov i Piatra. W 2011 roku liczyła 1925 mieszkańców. 